# Ulrich Kons

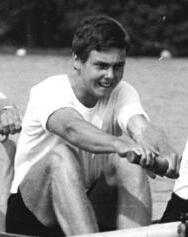
Ulrich Kons, 1982

Ulrich Kons (* 3. Februar 1955 in Greifswald) ist ein ehemaliger Ruderer aus der DDR. 1980 wurde Kons Olympiasieger im Achter.
Der Ruderer vom ASK Vorwärts Rostock gewann 1972 bei der Spartakiade im Vierer mit Steuermann. 1973 wurde er Juniorenweltmeister im Doppelzweier. 1977 wurde Kons bei der Weltmeisterschaft in Amsterdam Weltmeister mit dem DDR-Achter. 1980 bei den Olympischen Spielen 1980 in Moskau gewann der Achter in der Besetzung Bernd Krauß, Hans-Peter Koppe, Ulrich Kons, Jörg Friedrich, Jens Doberschütz, Ulrich Karnatz, Uwe Dühring und Schlagmann Bernd Höing mit Klaus-Dieter Ludwig als Steuermann mit fast drei Sekunden Vorsprung auf die zweitplatzierten Briten. Für diesen Erfolg wurde er mit dem Vaterländischen Verdienstorden in Silber ausgezeichnet. Nachdem der Achter bei der Weltmeisterschaft 1981 in München nur den vierten Platz belegt hatte, wechselte Kons 1982 in den Vierer mit Steuermann und gewann mit diesem Boot bei der Weltmeisterschaft in Luzern den Titel.
Kons studierte neben seiner Tätigkeit bei der Volksmarine und war nach seiner Karriere als Diplom-Sportlehrer beim ASK Rostock beschäftigt. Nach der Wende und der Auflösung des Armeesportklubs arbeitete er als Pharma-Vertreter.